# Screeching Weasel (album)
Screeching Weasel  è l'album omonimo di debutto del gruppo punk statunitense Screeching Weasel, pubblicato inizialmente con 27 tracce nel 1987 su Underdog Records. L'album è rimasto fuori stampa per un decennio, prima di essere ripubblicato su CD nel 1997 dalla VML Records con 12 nuove tracce.

## Tracce
1. Say No! To Authority - 0:55
2. Wanna Die - 1:03
3. Society - 1:22
4. California Sucks - 0:44
5. Murder In The Brady House - 2:18
6. I Can't Stand Myself - 0:43
7. My Song - 1:51
8. High Ambitions - 0:57
9. March Of The Lawn Mowers - 0:58
10. Leave Me Alone - 1:36
11. Don't Touch My Car - 0:53
12. 7-11 - 1:15
13. Cows - 1:11
14. Work - 1:27
15. Wavin' Gerbs - 1:08
16. Liar - 0:56
17. O.M.W. - 0:48
18. Clean-Cut Asshole - 1:17
19. Raining Needles - 0:25
20. BPD - 1:26
21. Experience The Ozzfish - 1:45
22. Jockpunk -	1:37
23. K-Mart Blues - 0:56
24. Bates Motel - 1:12
25. Hardcore Hippie - 0:40
26. What Is Right? - 2:30
27. Yeah Baby! - 2:07

### Bonus track (ristampa 1997)
1. In the Hospital - 1:49
2. I Feel Like Shit - 1:20
3. I Hate Led Zeppelin - 1:19
4. American Suicide - 1:11
5. A Political Song for Screeching Weasel to Sing - 2:07
6. Twinkie Winkie - 2:10
7. Stoned and Stupid - 1:43
8. Life Sucks - 1:33
9. I Wanna Be Naked - 1:50
10. My Right - 3:08
11. Hey Suburbia - 1:56
12. Ashtray - 2:18

## Formazione
- Ben Weasel - chitarra, voce, produttore, note
- John Jughead - chitarra, produttore
- Vinnie Bovine - basso
- Steve Cheese - batteria, voce di accompagnamento
- Billy Blastoff - design
- Paul Russel - artwork
- Phil Bonnet - produttore, ingegnere del suono